# Limacia blumei
Limacia blumei är en tvåhjärtbladig växtart som först beskrevs av Boerl, och fick sitt nu gällande namn av Friedrich Ludwig Diels. Limacia blumei ingår i släktet Limacia och familjen Menispermaceae. Inga underarter finns listade i Catalogue of Life.